# 위반사실의 공표
위반사실의 공표 또는 명단공표란 행정법상의 의무위반이나 불이행에 대하여 그 사실을 일반에게 공표함으로써 국민일반에게 경계심을 불러일으킴과 동시에 상대방의 명예, 신용의 저하라는 제재에 의하여 의무이행을 확보하려는 행정의 실효성확보수단으로 사실행위이다.

## 성질
공표제도는 개인의 명예심 내지 수치심을 자극함으로써 개인에게 제재를 가하고 그로 인해 간접적으로 의무이행을 확보하는 성질을 갖는다.

## 참고 문헌
- 김철용, 행정법, 고시계사, 2015.

## 같이 보기
- 공급거부